# Saure Kutteln

Saure Kutteln

Saure Kutteln sind ein Innereien-Gericht der schwäbischen Küche. Variationen des Gerichts gibt es auch in anderen Landstrichen unter anderen Bezeichnungen, beispielsweise Flecksuppe in Österreich oder Königsberger Fleck in Deutschland, siehe Kutteln. Es war früher und über Jahrzehnte ein typisches „Arme-Leute-Essen“.

## Zubereitung
Kutteln werden aus dem gereinigten und gebrühten Pansen (Vormagen) der Rinder zubereitet. Das Fleisch wird in Streifen geschnitten und in einer Mehlschwitze ungefähr eine Stunde lang weichgekocht. Als Gewürze werden ein Lorbeerblatt, Wacholderbeeren sowie etwas Pfeffer zugegeben. Der saure Geschmack wird durch die Zugabe von Essig oder Wein erreicht.

## Beilagen
Übliche Beilagen sind Brot oder Bratkartoffeln.

## Variationen
Vorwiegend in Oberschwaben findet man das Gericht leicht verändert als Gröschts („Geröstetes“) oder auch als Froschkutteln, etwa in Scheer oder in Riedlingen. Gröschts bzw. Froschkutteln enthalten außer Kutteln zuweilen auch andere Innereien vom Rind, wie Leber, Niere und Herz.
Dem Gericht wird von Alters her gerne in der schwäbischen Fasnet (Fastnacht, Fasching) zugesprochen, in vielen Hochburgen am Haupttag, dem sogenannten Gumpigen oder Schmotzigen Donnerstag, oder etwa auch beim traditionellen „Froschkuttelessen“ am Fasnachtsdienstag in Riedlingen.